# Revelles
Revelles (picardisch: Érvelle) ist eine nordfranzösische Gemeinde mit 518 Einwohnern (Stand 1. Januar 2022) im Département Somme in der Region Hauts-de-France. Die Gemeinde liegt im Arrondissement Amiens, ist Mitglied des Gemeindeverbands Amiens Métropole und gehört zum Kanton Ailly-sur-Somme. Die Bewohner werden Revellois und Revelloises genannt.

## Geographie
Die Gemeinde liegt in der Picardie, rund 14 Kilometer westsüdwestlich von Amiens. Das Gemeindegebiet wird von der Autoroute A 29 und der früheren Route nationale 29 durchzogen, an der das Gehöft Maison-Blanche liegt. 
Umgeben wird Revelles von den sieben Nachbargemeinden:
| Fluy           | Pissy                                       | Clairy-Saulchoix |
| Fresnoy-au-Val | Kompassrose, die auf Nachbargemeinden zeigt | Creuse           |
| Quevauvillers  | Namps-Maisnil                               |                  |

## Geschichte
Bei den Arbeiten an der Autoroute A29 sind gallo-römische Spuren zutage getreten, darunter ein römisches Rasthaus und ein Mausoleum.
Seit dem Jahr 901 sind Herren von Revelles nachweisbar. Im Jahr 1589 wurde in den religiösen Wirren die aus der Gefangenschaft in Amiens entflohene Herzogin von Longueville in Revelles getötet. Um 1850 bestanden in Revelles sechs Mühlen.

## Einwohner
| 1962 | 1968 | 1975 | 1982 | 1990 | 1999 | 2006 | 2013 | 2020 |
| ---- | ---- | ---- | ---- | ---- | ---- | ---- | ---- | ---- |
| 355  | 346  | 362  | 396  | 466  | 506  | 532  | 542  | 493  |

## Verwaltung
Bürgermeister (maire) ist seit 2008 Jean-Marc Jovelet.

## Sehenswürdigkeiten
- Die Kirche Saint-Martin ist zu unterschiedlichen Zeiten entstanden. Inschriftlich werden die Jahre 1141 bis 1162 genannt. Ein weiteres Datum (1734) wird mit größeren Reparaturen in Verbindung gebracht. Das Hauptportal ist im Louis-XV-Stil errichtet, ebenso der Hauptaltar. Das untere Turmgeschoss stammt aus dem 15. Jahrhundert. Die Kirche ist seit 2014 als Monument historique eingeschrieben.
- Gefallenendenkmal

## Veranstaltungen
- In Revelles findet regelmäßig das Rockfestival Rencontres Rock’n Roll à Revelles (R4) statt.